# Église Saint-Maxenceul de Cunault
L'église Saint-Maxenceul est une église catholique située à Chênehutte-Trèves-Cunault, en France.

## Localisation
L'église est située dans le département français de Maine-et-Loire, sur la commune de Chênehutte-Trèves-Cunault.

## Historique
L'édifice est classé au titre des monuments historiques en 1946.